# Sporting Club Viareggio 1925-1926
Questa voce raccoglie le informazioni riguardanti lo Sporting Club Viareggio nelle competizioni ufficiali della stagione 1925-1926.

## Stagione
Quarta e ultima edizione del torneo cadetto del campionato italiano di calcio organizzata a livello interregionale dalla Lega Nord.
Inizialmente Retrocesso in Terza Divisione 1926-1927, ma successivamente riammesso per effetto della Carta di Viareggio.

## Rosa
| N. |                   | Ruolo | Calciatore          |
| -- | ----------------- | ----- | ------------------- |
|    | Italia (bandiera) | A     | Guido Barghini      |
|    | Italia (bandiera) | D     | Giuseppe Belli      |
|    | Italia (bandiera) | D     | Fortunato Bertacca  |
|    | Italia (bandiera) | A     | Mario Bertolucci    |
|    | Italia (bandiera) | D     | Emidio Bertuccelli  |
|    | Italia (bandiera) | C     | Mario Gazzenttini   |
|    | Italia (bandiera) | P     | Virgilio Boschi     |
|    | Italia (bandiera) | C     | Arturo Codecasa     |
|    | Italia (bandiera) | D     | Alfredo Genovesi    |
|    | Italia (bandiera) | C     | Alfio Giorgetti     |
|    | Italia (bandiera) | C     | Egisto Giorgetti    |
|    | Italia (bandiera) | A     | Salvatore Giorgetti |
|    | Italia (bandiera) | D     | Pietro Landucci     |

| N. |                     | Ruolo | Calciatore            |
| -- | ------------------- | ----- | --------------------- |
|    | Italia (bandiera)   | C     | Edgardo Marchetti     |
|    | Italia (bandiera)   | C     | Renuccio Marchetti    |
|    | Italia (bandiera)   | D     | Renato Puccinelli     |
|    | Italia (bandiera)   | A     | G. Battista Rosellini |
|    | Italia (bandiera)   | C     | Antonio Rossi         |
|    | Italia (bandiera)   | C     | Cesare Simonini       |
|    | Italia (bandiera)   | A     | Angelo Tomei          |
|    | Italia (bandiera)   | D     | Fortunato Sodini      |
|    | Ungheria (bandiera) | P     | Andreas Werzer        |